# الهيئة القومية للإنتاج الحربي (مصر)
الهيئة القومية للإنتاج الحربي هي هيئة قومية مصرية ذات شخصية اعتبارية تتبع وزارة الدولة للإنتاج الحربي أنشأت بموجب القانون رقم 6 لسنة 1984 لتصبح أحد ركائز الصناعة العسكرية في مصر عن طريق إشرافها على المصانع الحربية، كانت تسمى في سابقاً باسم المؤسسة المصرية العامة للمصانع الحربية وصناعة الطائرات قبل الانتقال إلى اسمها الحالي.

## التشريعات المنظمة
- قرار رئيس الجمهورية رقم 1478 لسنة 1961 في شأن «المؤسسة المصرية العامة للمصانع الحربية».
- قرار رئيس الجمهورية رقم 2437 لسنة 1962 في شأن «المؤسسة المصرية العامة للطيران».
- قرار رئيس الجمهورية رقم 3295 لسنة 1964 في شأن «الهيئة المصرية العامة للطيران».[3]
- قرار رئيس الجمهورية رقم 4330 لسنة 1966 في شأن تنظيم وزارة الإنتاج الحربي.[4]
- قرار رئيس الجمهورية رقم 1354 لسنة 1967 في شأن نقل تبعية «الهيئة المصرية العامة للطيران» إلى وزارة الإنتاج الحربي.[5]
- قرار رئيس الجمهورية رقم 608 لسنة 1969 والذي بموجبه تم تعديل اسم «المؤسسة المصرية العامة للمصانع الحربية» لتصبح «المؤسسة المصرية العامة للمصانع الحربية وصناعات الطيران» بعد دمج «الهيئة المصرية العامة للطيران» في المؤسسة، وتتبع وزارة الصناعة.[6]
- قرار رئيس الجمهورية رقم 2304 لسنة 1971 في شأن نقل تبعية مصنع 333 الحربي من «المؤسسة المصرية العامة للمصانع الحربية وصناعات الطيران» إلى وزارة الإنتاج الحربي.[7]
- قرار رئيس الجمهورية رقم 2514 لسنة 1971 في شأن نقل تبعية شركة بنها للصناعات الكهربائية والإلكترونية الحربية إلى «المؤسسة المصرية العامة للمصانع الحربية».[8]
- قرار رئيس الجمهورية رقم 2773 لسنة 1971 في شأن تنظيم وزارتي الإنتاج الحربي والنقل البحري.[9]
- قرار رئيس الجمهورية رقم 1449 لسنة 1973 في شأن تشكيل مجلس إدارة «المؤسسة المصرية العامة للمصانع الحربية وصناعات الطيران».[10]
- قرار رئيس الجمهورية رقم 1099 لسنة 1974 في شأن تنظيم وزارة الإنتاج الحربي.[11]
- قرار رئيس الجمهورية رقم 1105 لسنة 1974 في شأن تشكيل مجالس إدارات الشركات والوحدات الاقتصادية التابعة «للمؤسسة المصرية العامة للمصانع الحربية وصناعات الطيران».[12]
- القانون رقم 6 لسنة 1984 في شأن إنشاء «الهيئة القومية للإنتاج الحربي»، وتتبع الوزير المختص بالانتاج الحربي ويتبعها شركات قطاع الإنتاج الحربي.[13]

## مجلس الإدارة
يشكل مجلس إدارة الهيئة بقرار من رئيس مجلس الوزراء برئاسة وزير الدولة للإنتاج الحربي وعضوية
- نائب رئيس مجلس الإدارة والعضو المنتدب
- قائد القوات الجوية
- قائد قوات الدفاع الجوى
- رئيس هيئة تسليح القوات المسلحة
- ممثل عن وزارة الإنتاج الحربى
- عدد لا يزيد على اثنين من رؤساء مجالس إدارات الشركات التابعة للهيئة أو شاغلي وظائف الإدارة العليا بها.
- عد لا يزيد على ثلاثة من ذوي الكفاية والخبرة في الشئون الفنية والمالية والاقتصادية والقانونية.

## الشركات التابعة
| - أبوزعبل للصناعات الهندسية. - أبوزعبل للكيماويات المتخصصة. - أبو زعبل للصناعات المتخصصة. - مصنع إنتاج وإصلاح المدرعات. - المعصرة للصناعات الهندسية. - قها للصناعات الكيماوية. - هليوبوليس للصناعات الكيماوية. - بنها للصناعات الإلكترونية. - حلوان للمسبوكات. |  | - حلوان للصناعات الهندسية. - حلوان للأجهزة المعدنية. - حلوان للآلات والمعدات. - حلوان لمحركات الديزل. - شبرا للصناعات الهندسية. - أبو قير للصناعات الهندسية - حلوان للصناعات غير الحديدية. - الإنتاج الحربي للمشروعات والاستشارات الهندسية. - شركة الإنتاج الحربي لنظم المعلومات |

## مساهمات الهيئة بشركات أخرى
- ثروة للبترول : 5%
- إيبيك : 10%
- المصرية لإنتاج وتصنيع محطات تحلية ومعالجة المياه.[31]
- المصرية الوطنية للمستحضرات الدوائية (مساهم بنسبة 10%).[32][33]
- المعصرة جاز مترو لصناعة عدادات الغاز (24%).[34]
- شركة مصر الخليج للمصاعد والسلالم الكهربائية : (20%)[35]

## رؤساء الهيئة
- محمد صلاح الدين مصطفى[36]
- لواء / محمد العصار
- لواء / إبراهيم يونس
- فريق / رضا حافظ
- لواء / علي صبري
- لواء / سيد مشعل
- الوزير / محمد الغمراوي

## وصلات خارجية
- الموقع الرسمي لوزارة الإنتاج الحربي